# Zat (Fluss)
Der ca. 82 km lange und zeitweise trockenfallende Oued Zat ist ein wichtiger Fluss in der Region Marrakesch-Safi im Südwesten Marokkos.

## Geographie
Der Oued Zat entspringt in jahreszeitlich wechselnder Höhe im Hohen Atlas an der Nordflanke des 3912 m hohen Jbel Taska n’Zat ca. 15 km (Luftlinie) südöstlich des Bergdorfs Setti Fatma. Er fließt zunächst in nordöstliche, später dann in nördliche und nordwestliche Richtungen und mündet schließlich etwa 30 km nordöstlich von Marrakesch in den Oued Ourika, der seinerseits nach weiteren 10 km in den Oued Tensift einmündet.

## Hydrometrie
Die Abflussmenge des Oued Zat wurde an der Station Taferiat über die Jahre 1962 bis 1997 in m³/s gemessen.

## Funktion
Der Oued Zat dient in erster Linie der Bewässerung der Anbauflächen entlang seiner Ufer.

## Orte am Fluss
- Azgour
- Aït Ourir

## Sehenswürdigkeiten
Die Berglandschaft am Oberlauf des Oued Zat bietet viele reizvolle Aspekte. Bergwanderungen oder mehrtägige Trecking-Touren sind möglich; auch Kanu-Touren werden angeboten.